# Bleu du Queyras
Le bleu du Queyras, fromage à pâte persillée, est essentiellement produit à partir de lait de vaches de races tarine et abondance des alpages du Queyras.

## Historique
Dans le Queyras, les producteurs de lait, dès la première moitié du XIXe siècle, avaient constitué des fruitières, des coopératives agricoles qui étaient présentes dans chacun des hameaux. La première la fruitière de Rochebrune créée en 1830, à Arvieux. De là, le lait collecté était descendu à Ville Vieille pour fabriquer le bleu.  Ce système des fruitières perdura jusqu’à la première guerre mondiale. Il est à noter que les premières fabrications de bleu sont antérieures à l'existence des fruitières et remontent au XVIIIe siècle.
Tout au cours du XXe siècle, le commerce du fromage fut centré sur Aiguilles où une compagnie faisait, par son dépôt d’Avignon, parvenir ses productions jusqu’à Marseille et Toulon, ainsi qu’à  Montpellier, Perpignan. Cette commercialisation dans tout le sud de la France trouva, ensuite, un nouveau débouché en Afrique du Nord. Cette compagnie cessa son activité à la fin du XIXe siècle. D'autres queyrassins se lancèrent dans le commerce du fromage au début du XXe siècle.

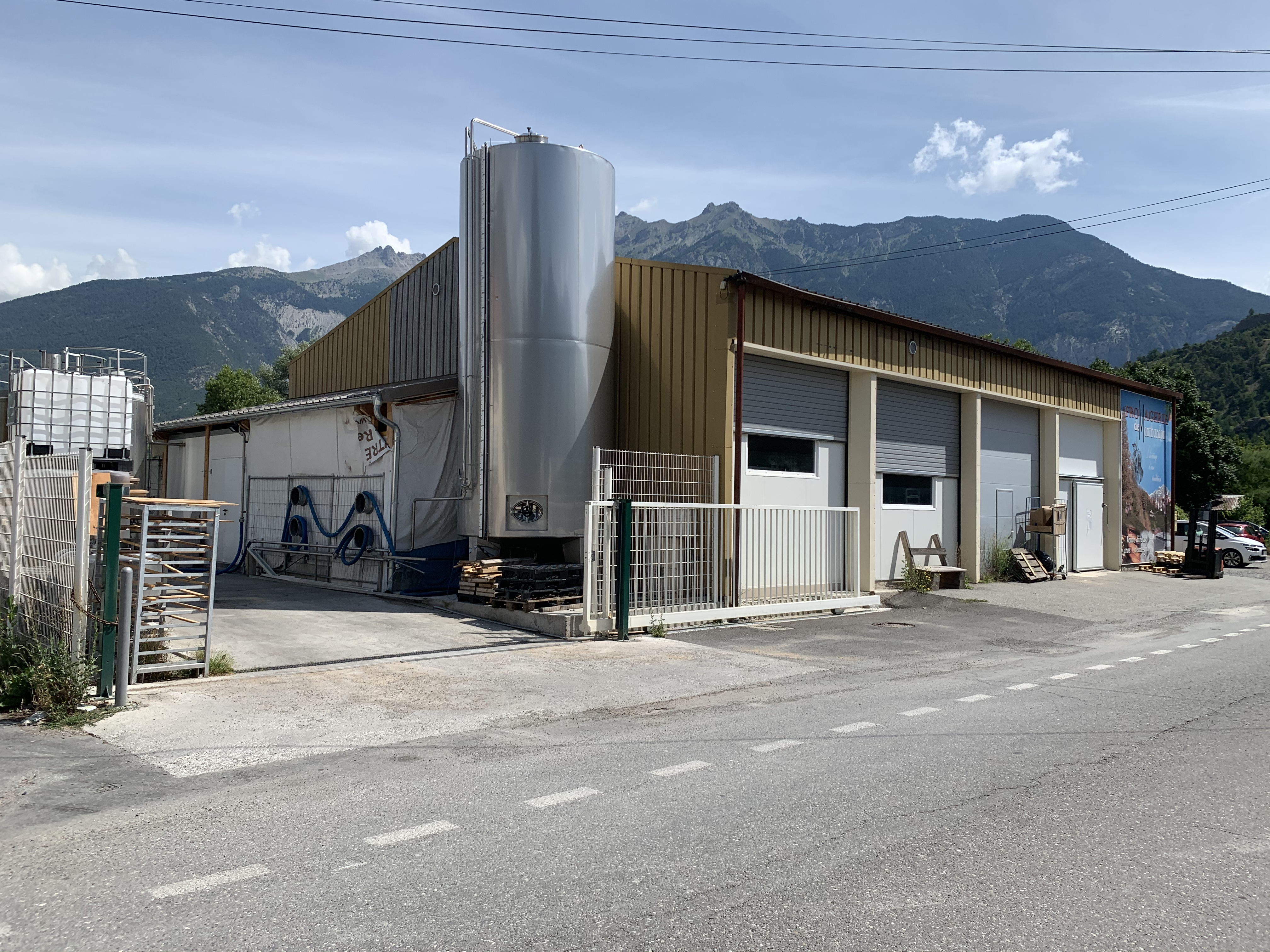
la fromagerie de Montbardon à Eygliers qui fabrique du Bleu du Queyras.

Après la fermeture de la dernière fruitière en 1939, la production devint assez confidentielle jusqu'aux années 1990.

## Homonymie
Selon les producteurs et les affinages, la dénomination de ce fromage a varié, il a été dit bleu de Girardin, bleu de Ceillac, bleu du Pelvoux, bleu du Briançonnais et bleu de l'Olan,.

## Description
Les bleus du Queyras sont des fromages de plateau élaborés à partir de lait de vache des Alpes (tarine et abondance).  
Ces fromages à pâte persillée sont de forme de cylindrique. À la fin du XXe siècle, le diamètre variait entre 20 et 50 centimètres et sa hauteur de 8 à 10 centimètres. Quant au poids, il oscillait entre un et six kilogrammes. Actuellement, si sa forme n'a pas varié, ce fromage pèse de 450 à 800 grammes et entre 2 et 2,5 kilogrammes à la coupe. Il se présente avec une pâte onctueuse de couleur crème.

## Consommation
Quand il est jeune, ce bleu est doux en bouche, après un affinage assez long, il prend un goût plus corsé. Sous une croûte épaisse, sa pâte devient friable et sa couleur vire au jaune.
Quand ils sont fortement avancés, ces fromages relèvent une salade ou s'intègrent dans des recettes locales. La tendance actuelle -  jeunes cuisiniers - les fait utiliser dans des sauces ou pour personnaliser une crème brûlée.